# واين غونزاليس
واين غونزاليس (بالإنجليزية: Wayne Gonzales)‏ هو رسام أمريكي، ولد في 1957.